# Wilhelm Zimolong

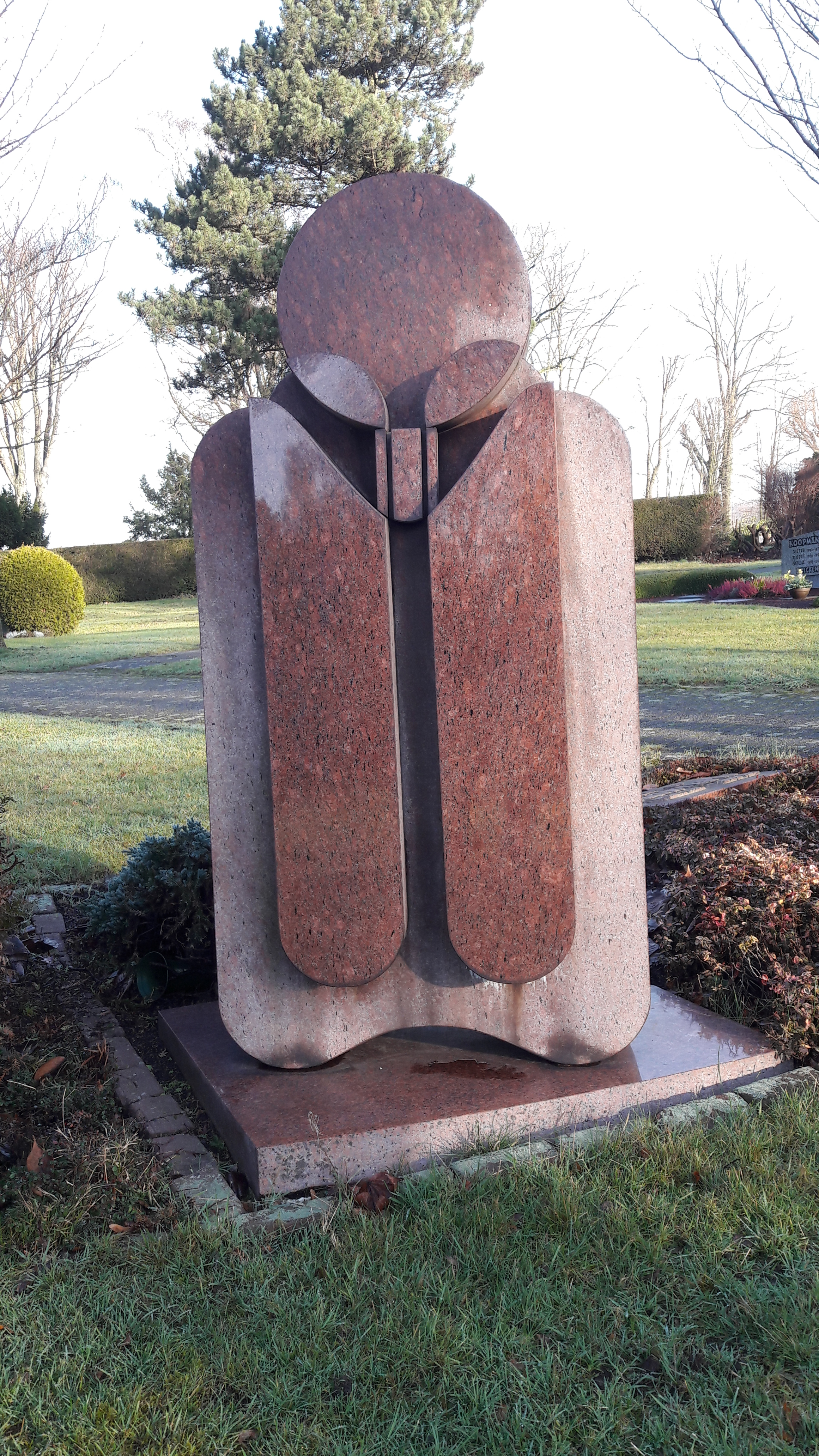
Sixtina Plastik 1972

Wilhelm Bernhard Zimolong (* 12. Mai 1922 in Elberfeld; † 11. März 1979 in Essen) war ein deutscher Maler, Grafiker und Bildhauer.

## Leben
Zimolong wuchs in Gladbeck auf. Er war von 1928 bis 1936 Schüler der Lambertischule. Im Zweiten Weltkrieg war er Soldat. Von Juli 1948 bis Mai 1949 besuchte er die Malerklasse der Folkwangschule in Essen-Werden. Ende November 1949 wurde er in den Ruhrländischen Künstlerbund Essen aufgenommen. 1950 wurde er dazu Mitglied im Gelsenkirchner Künstlerbund, dessen Vorsitzender er von 1977 bis zu seinem Tod 1979 war. 1952 heiratete Zimolong seine Frau Sigrid. Aus der Ehe gingen drei Kinder hervor. 1952 wurde er Mitglied im Vestischen Künstlerbund Recklinghausen. Ein städtisches Stipendium der Stadt Gladbeck ermöglichte ihm 1955 die Teilnahme an der Internationalen Sommerakademie für bildende Kunst in Salzburg. Oskar Kokoschka mit seiner „Schule des Sehens“, der Bildhauer Giacomo Manzú und Nationalpreisträger Professor Slavi Soucek prägten von nun das Malen und Arbeiten Zimolongs. 1956 nahm er erneut unter Kokoschka an der „Sommerakademie“ teil, nachdem er sich bereits im Frühjahr gleichen Jahres bei Professor Soucek in dessen Grafik-Institut ausbilden ließ. Zimolong arbeitete von 1964 bis 1979 als VHS-Dozent in Gladbeck und von 1966 bis 1979 als Kunsterzieher an der  Realschule und der Volkshochschule in Dorsten.

## Werk

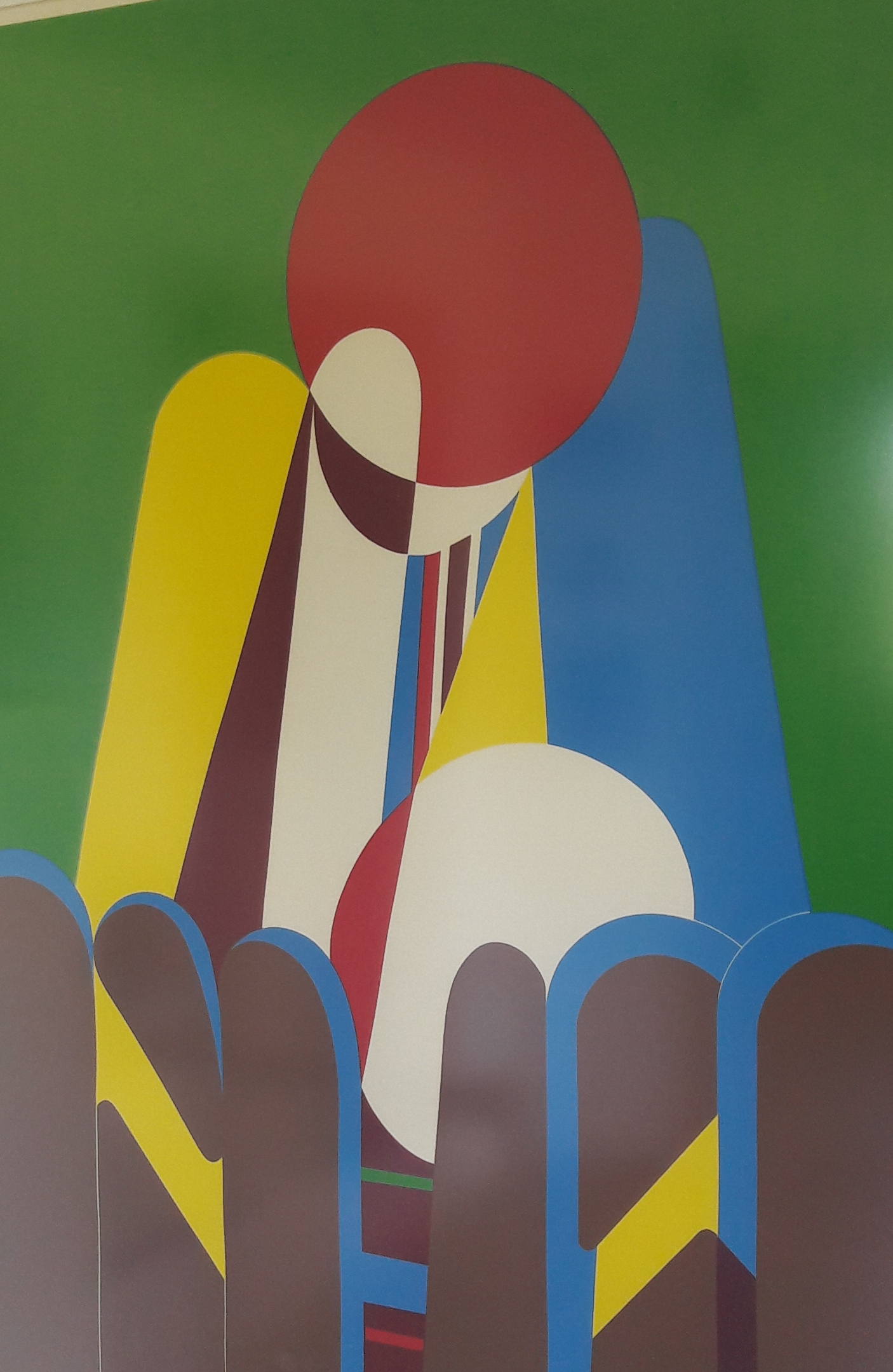
Sixtina Variation 1972

Zimolong arbeitete mit Metallen, bevorzugt Edelstahl. Es entstanden Skulpturen in den Größen von ca. 15 cm bis 1,20 m. Er gestaltete Wandbilder und Skulpturen, unter anderem für die Stadt Gladbeck (Stahlplastik vor dem VHS-Haus;  Realschule, 1961), für die Stadt Oberhausen, die Zeche Nordstern (Kindergarten) und Familie Brand, enger Freund und Kunst-Mäzen aus Saarlouis. Förderer der Werke von Zimolong war Wilhelm Nettmann, seinerzeit Leiter des Märkischen Museums in Witten, der sein Werk zwei Mal ausstellte. Ein großes Hauptwerk aus Farb-Siebdrucken, Collagen und Ölbildern ist sein Themenwerk SIxtina. Dieses Motiv unter dem Eindruck eines Besuches in der Sixtinischen Kapelle im Vatikan. Es ist mit vielen Rundungen und sehr bunt gehalten.

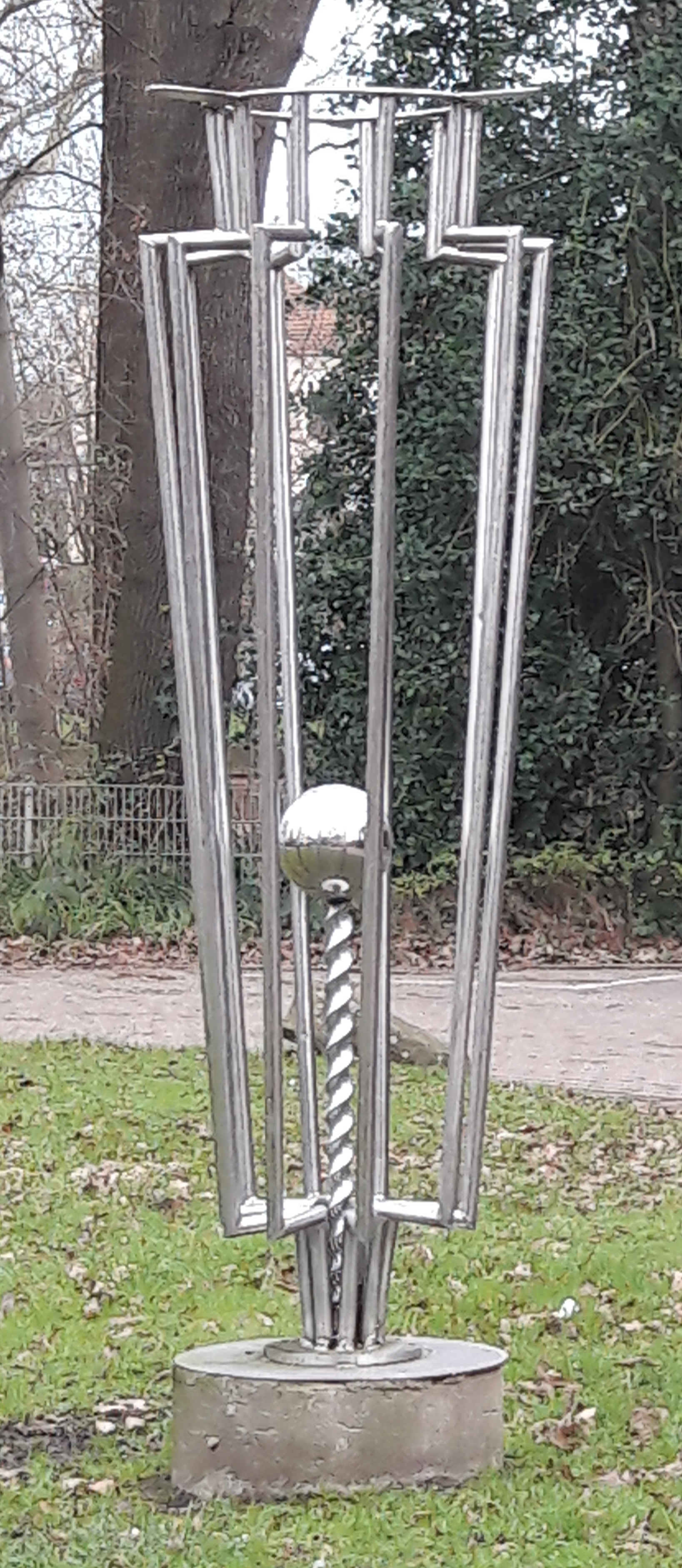
"Weltoffen" - Standort Gladbeck Innenstadt

Der Nachlass wird von seiner Witwe verwaltet, die Ausstellungen und Vernissagen sowohl im bestehenden Atelier, als auch in Galerien und öffentlichen Gebäuden / Räumlichkeiten veranstaltet.

## Wilhelm-Zimolong-Gesellschaft
Nach seinem Tod 1979 gründeten Kunstfreunde 1980 die „Wilhelm-Zimolong-Gesellschaft“, die 1981 ein Gesamtverzeichnis seines künstlerischen Werks verlegte. Bis einschließlich 2010 vergab die Gesellschaft Förderpreise für junge Künstler aus dem Ruhrgebiet, verbunden jeweils mit einem Sonderpreis der Stadt Gladbeck. Zudem organisiert die Gesellschaft Ausstellungen von Zimolongs Werk sowie Wanderausstellungen der Teilnehmer an den Förderpreisen. Seit 2010 wird der Preis vom Verkehrsverein Gladbeck ausgelobt. Preisträger des Wilhelm-Zimolong-Förderpreises waren u. a.:
- 1982 Christian Paulsen (* 1954 Paderborn),
- 1984 Ulrich Weber (* 1954 Kaierde bei Alfeld a.d. Leine),
- 1986 Thomas Stüke (* 1962 Herne),
- 1989 Thomas Stricker (* 1962 St. Gallen/Schweiz),
- 1992 Sybille Hassinger (* 1963 Witten) sowie Erich Füllgrabe (* 1962 Herne),
- 1996 Wolfgang Schmidt (* 1966 Witten),
- 1998 Judith Samen (* 1970 Gladbeck),
- 2001 Gereon Krebber (* 1973 Oberhausen),
- 2005 Sibylle Springer (* 1975 Münster),
- 2010 Johannes Wildermuth (* 1982 Frankfurt/Main)
- 2013 Karolina Jarmolinska (* 1985 Nysa/Polen)[5]
- 2016 Emilia Neumann (* 1985 Frankfurt/Main)